# Кандаву (остров)
Кандаву (фидж. Kadavu) — остров в Фиджи. Административно входит в состав одноимённой провинции.

## География
Остров Кандаву расположен в одноимённой островной группе, лежащей к югу от крупнейшего острова Фиджи, Вити-Леву. Ближайший материк, Австралия, находится примерно в 2700 км.
С точки зрения геологии, остров имеет вулканическое происхождение. Площадь Кандаву составляет 450,3 км², что делает его четвёртым крупнейшим островом страны. Длина Кандаву — 93 км, а ширина варьируется от 365 м до 13 км. Поверхность гористая. Высшая точка, гора Набукелеву, достигает 805 м и расположена в западной части острова. Южное и восточное побережье Кандаву окружено на протяжении 100 км рифом Большая Астролябия, который является популярным среди туристов местом для дайвинга.
Кандаву покрыт густыми тропическими лесами, в которых обитает четыре эндемичных вида птиц: свистящий пёстрый голубь, малиновый блестящий попугай, Rhipidura personata, Xanthotis provocator.

## История
Европейским первооткрывателем острова стал британский путешественник Уильям Блай, который открыл его в 1792 году. В 1827 году на рифах, окружающих Кандаву, чуть не потерпело крушение судно французского путешественника Жюля-Сезара Дюмон-Дюрвиля.
В 1870-х годах в островной бухте Галоа, на берегу которой действовала китобойная станция, останавливались пассажирские суда, направлявшиеся в Австралию и Новую Зеландию, для взятия на борт новых пассажиров и пополнения продуктовых запасов. В прошлом Кандаву рассматривалось как возможное место для фиджийской столицы, которой, однако, стал город Сува на острове Вити-Леву.

## Население
В 2007 году численность населения Кандаву составляла 10 167 человек. Крупнейший город острова и административный центр провинции Кандаву — город Вунисеа, в котором расположены аэропорт, высшая школа, больница, правительственные учреждения.

## Экономика
Основное занятие местных жителей — сельское хозяйство (выращивание бананов, производство копры), лесная промышленность. Активно развивается туризм.